# Südsteiermark

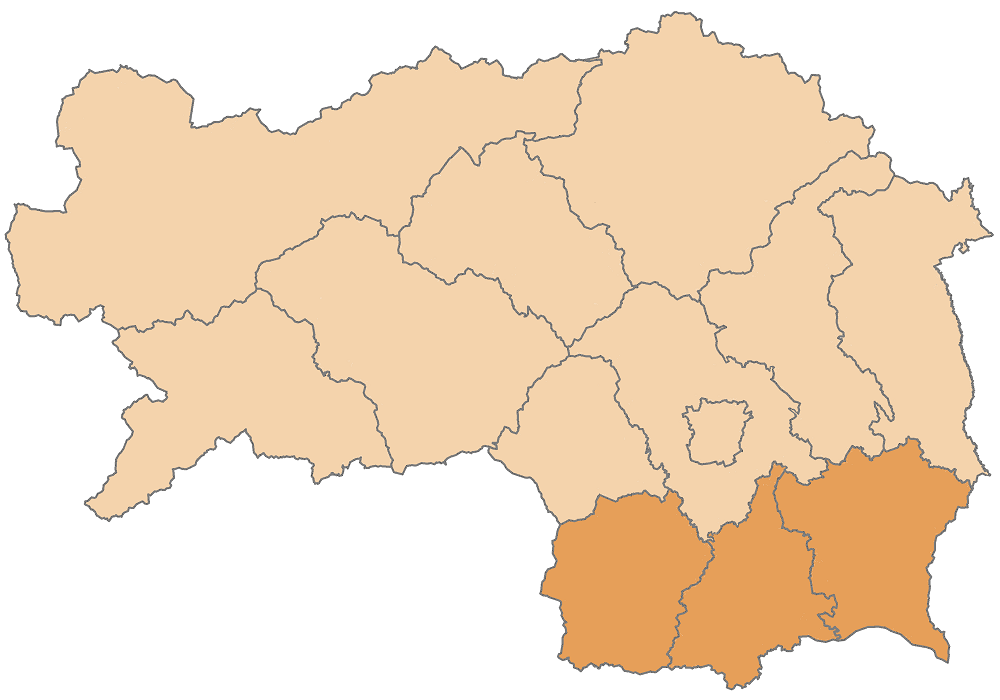
Südsteiermark: Bezirke Deutschlandsberg, Leibnitz und Südoststeiermark

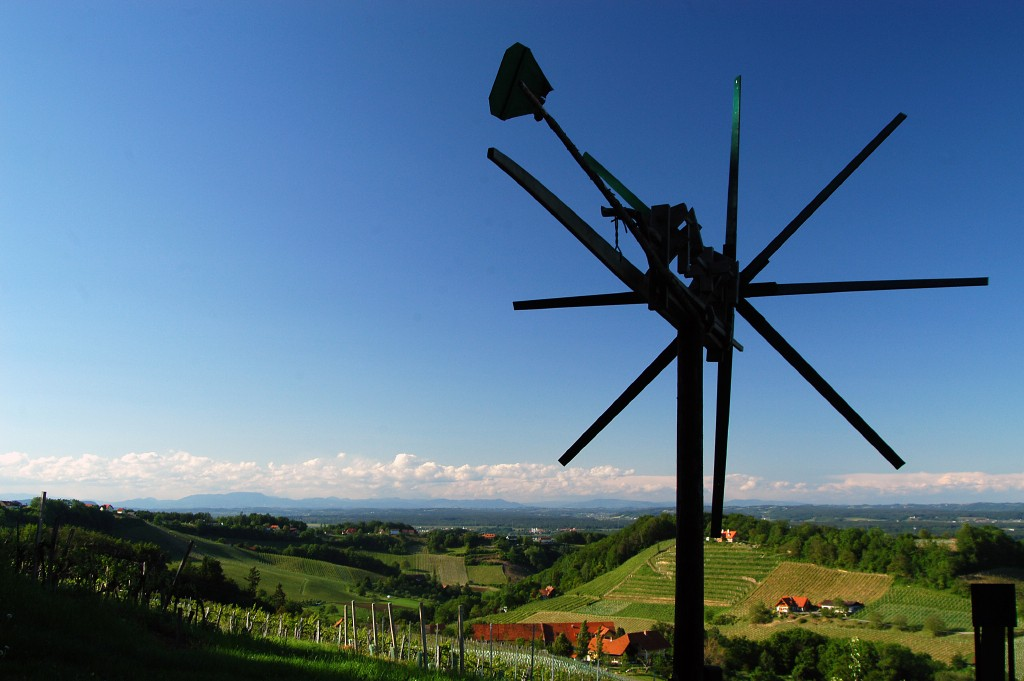
Klapotetz im Sausal

Als Südsteiermark wird heute der südliche Teil des österreichischen Bundeslandes Steiermark bezeichnet.
Die Südsteiermark ist nicht zu verwechseln mit dem südlichen Teil der historischen Steiermark, der heute zu Slowenien gehörigen Untersteiermark.

## Geografie
Die Südsteiermark wird nach Norden hin ungefähr durch die Linie Deutschlandsberg-Wildon-Bad Gleichenberg von der übrigen Mittelsteiermark abgegrenzt. Die westlich und östlich der Mur gelegenen Teile der Südsteiermark werden entsprechend der Unterteilung in West- und Oststeiermark als Südwest- und Südoststeiermark bezeichnet.
Im politisch-raumplanerischen Sinne umfasst die Südsteiermark also:
- die Bezirke Deutschlandsberg und Leibnitz
- den Bezirk Südoststeiermark, der am 1. Jänner 2013 durch Vereinigung der Bezirke Feldbach und Radkersburg entstand

## Klima
Der südliche Teil der Steiermark liegt klimatisch im Einflussgebiet des Mittelmeers in der illyrischen Klimazone. Diese Klimaprovinz zieht sich vom südlichen Teil Kärntens bis in den Südosten Österreichs.
Insbesondere im Herbst bewirken vom Adriatischen Meer herkommende Hochdruckgebiete (Adriahochs), dass das Wetter merklich milder ist als in den nördlicher gelegenen Gebieten der Mittelsteiermark oder in der Obersteiermark. Auch die Sommer sind etwas wärmer, weshalb Leibnitz oder andere Orte der Südsteiermark gelegentlich den Hitzepol Österreichs bilden. Die durchschnittliche Temperatur im Jänner beträgt um 0 °C und im Juli um 22 °C. Im Hochsommer sind Tage mit über 30 °C keine Seltenheit und manchmal kommt es auch vor, dass die Temperaturen auf bis zu 40 °C steigen. Im Frühjahr beziehungsweise Frühsommer kann man am Wachstum von Getreide, insbesondere von Mais, beobachten, wie das Klima gegen Süden Richtung Slowenien oder gegen Südosten Richtung Bad Radkersburg merklich milder wird.

## Kultur

### Regionale Spezialitäten

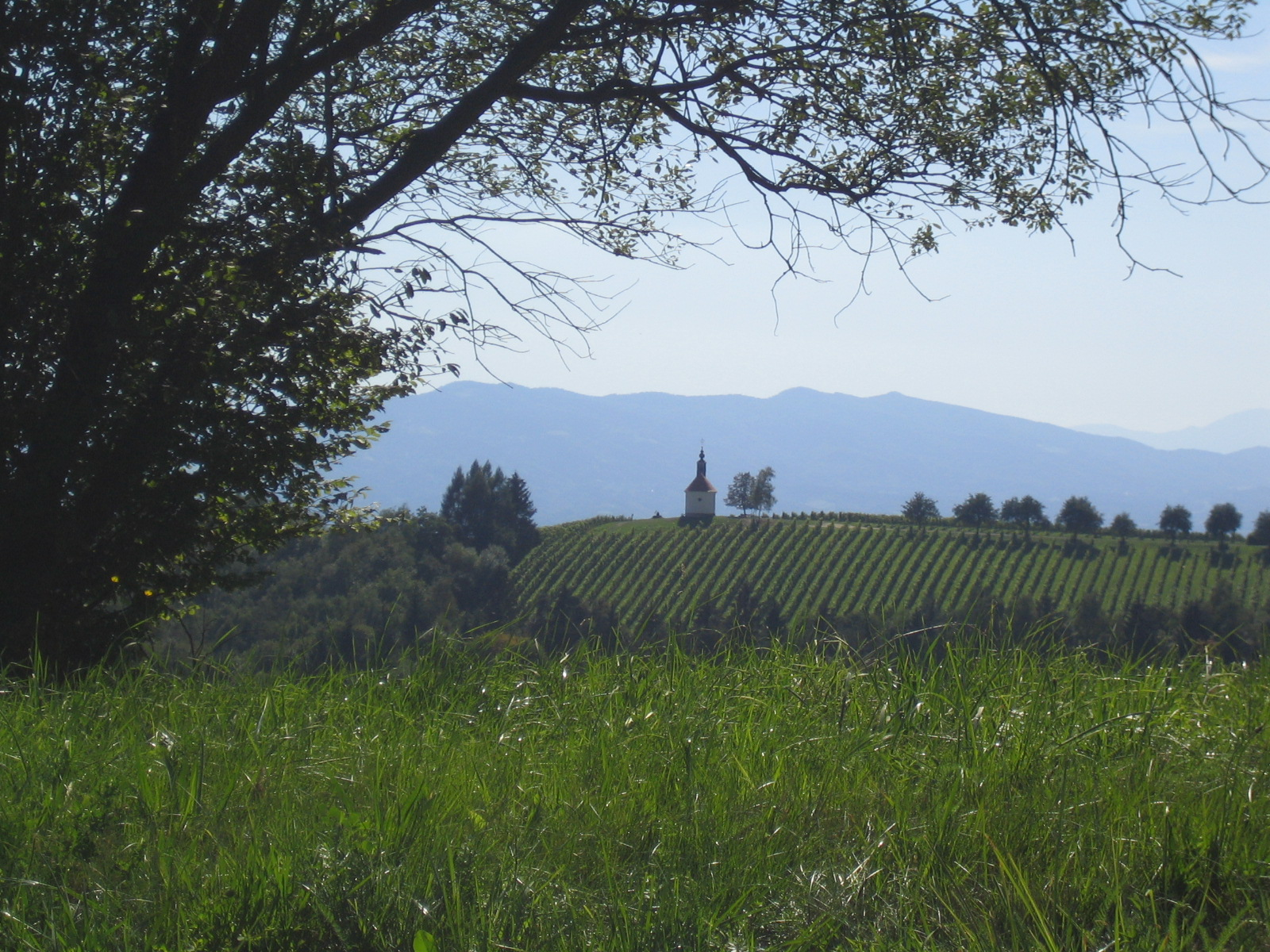
Bergweingärten in der Südsteiermark – Blick vom Demmerkogel Richtung Süden

Die Südsteiermark hat eine hügelige Landschaft und gilt als Anbaugebiet für hervorragenden Wein. Drei Viertel der für den Weinbau genutzten Hänge weisen ein Gefälle von mehr als 26 % auf, womit diese zum Bergweinbau gezählt werden. Das Tor zur Südsteiermark bildet die Bezirkshauptstadt Leibnitz, die mit einem alljährlichen Weinfest die Rebkultur feiert. Obwohl die Südsteiermark für ihre weißen Weine bekannt ist, gibt es auch hervorragende rote Weine wie den Zweigelt oder Blauburgunder. Im Herbst kann man in den zahlreichen Buschenschankbetrieben auch eine weitere regionale Spezialität verkosten: den Sturm (roter oder weißer Traubenmost der gerade begonnen hat zu gären).
Ein weiterer kulinarischer Höhepunkt der Südsteiermark ist das steirische Kernöl. Das Kernöl wird aus den Kernen des Kürbisses gewonnen. Der in Europa erst seit dem 19. Jahrhundert kultivierte Kürbis wird mit Maschinen oder von Menschenhand geerntet und entkernt. Die Kerne werden getrocknet, geröstet und schließlich zu Öl gepresst. Das „grüne Gold“ wird zum Verfeinern von Salaten verwendet, es gibt aber auch sehr gute warme und kalte Speisen mit Kernöl.

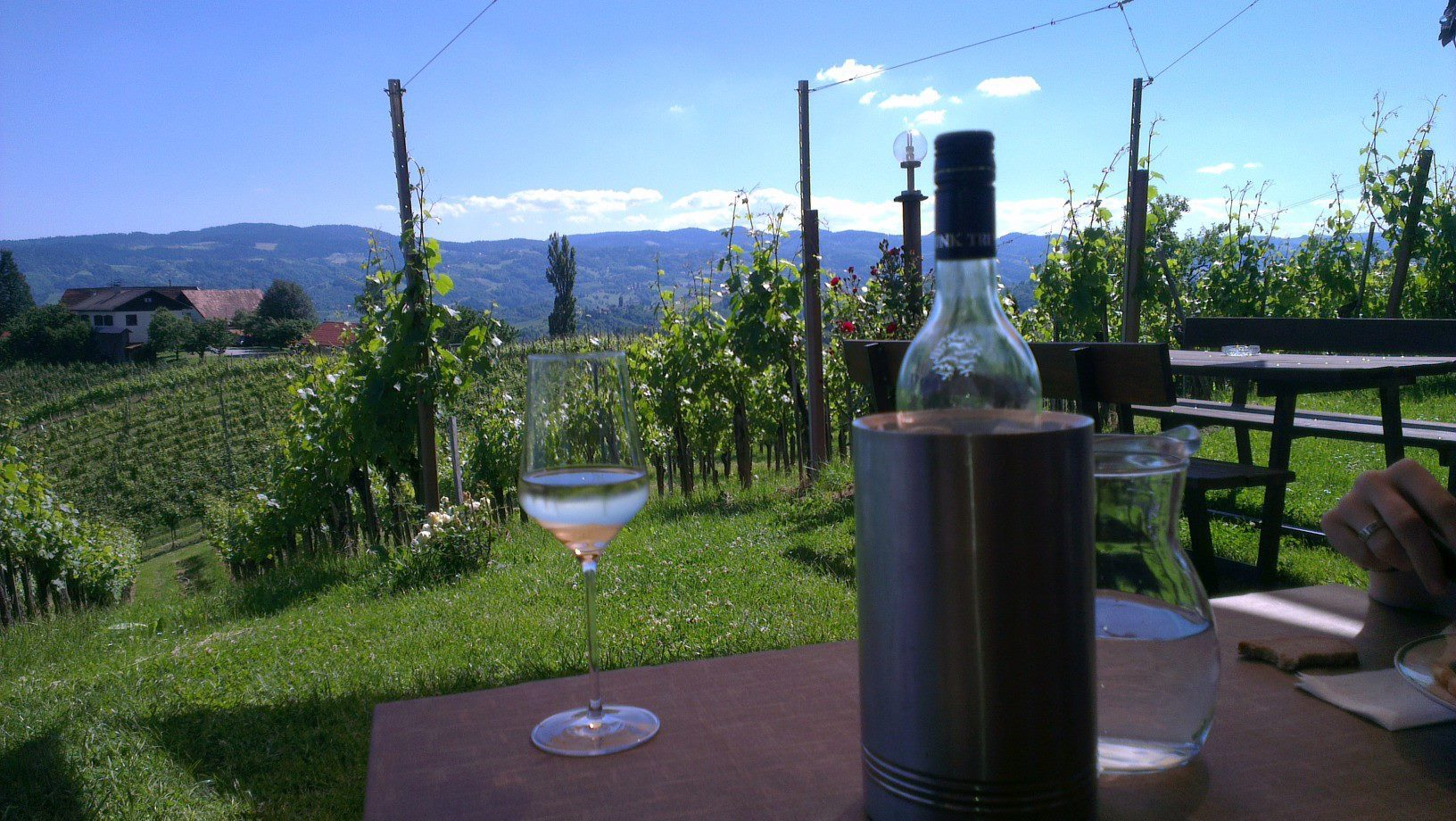
Südsteirische Weingärten in Leutschach

Im Herbst zwischen Mitte September und Mitte Oktober, werden meist direkt an den Straßen Sturm und Maroni angeboten. Überall entlang der Südsteirische Weinstraßen mit den bekannten Orten Stainz, Gamlitz, Klöch, Ehrenhausen oder Leutschach genießen Touristen wie Einheimische, die milde Herbstsonne, steirische Spezialitäten, Musik und Traditionen.

### Geschichte
Die Südsteiermark gehörte bis 15 n. Chr. zum keltischen Reich Noricum, das sich lange seine Unabhängigkeit bewahrt hatte. Wirtschaftliche Bedeutung liegt insbesondere in der hier durchlaufenden Bernsteinstraße. Aus dieser Zeit ist, wie in der nördlicheren Weststeiermark, eine Reihe von archäologischen Fundstellen dokumentiert. Zuletzt wurden solche Fundstellen entlang der Staatsgrenze zu Slowenien in einem grenzüberschreitenden Projekt dokumentiert.
Bereits in der Antike entsteht im südsteirischen Sulmtal die römische Siedlung Flavia Solva (Flavia von Flavius und Solva für Sulm). Um 70 nach Chr. erhebt der römische Kaiser Titus dieses Zentrum römischen Lebens in der Südsteiermark zur Stadt.
An der Stelle der antiken Siedlung steht heute die Marktgemeinde Wagna. Am Rand von Wagna wurden einige Fundamente freigelegt, die neben Bodenstücken (in einer Ausstellung) besichtigt werden können. Im Jahr 2004 fand rund um diese Ausgrabungsstätten die steirische Landesausstellung statt.

### Sehenswürdigkeiten, Ausflugsziele und Veranstaltungen
- zahlreiche Aussichtswarten mit Ausblick über das südsteirische Hügelland
- Thermen z. B. in Bad Radkersburg

- Die 'Südsteiermark Classic' ist eine jährlich stattfindende Oldtimer-Veranstaltung mit Touren quer durch unterschiedliche Regionen in der Südsteiermark und in den Weinbergen in der Weinstrasse. https://www.suedsteiermark-classic.com/

- Wallfahrtskirche Frauenberg (ca. 3 km von Leibnitz entfernt)

- - das Gräberfeld am Frauenberg und das Keltenmuseum neben der Wallfahrtskirche
- das Schloss Seggau, das heute ein modernstes Kongress-, Tagungs- und Seminarzentrum ist, das auch Urlaubsgäste beherbergt und ein beliebtes Ausflugsziel mit Besichtigungsmöglichkeit ist – z. B. der über 300 Jahre alte Weinkeller (Weinverkostungen) oder die „Seggauer Liesl“, eine Kirchenglocke die an Sonn- und Feiertagen von vier Männern händisch geläutet wird (Teil der Schlossführung), u. v. m.
- der Römersteinbruch bei Wagna im Ortsteil Aflenz.
- der unter dem Schloss Seggau liegende Sulmsee
- großes Herbstfest mit Erntedankumzug (z. B. in Leibnitz); Weinleseumzüge (z. B. in Gamlitz, Leutschach oder Eibiswald)
- Angerdorf Oberrakitsch
- die Schlösser Weinburg und Brunnsee
- Straden (Markt mit drei Kirchen auf einem magischen Bergkegel)
- Bad Radkersburg, Klöch und die Murauen von Spielfeld über Mureck bis Bad Radkersburg, die am besten mit dem Fahrrad erkundet werden.

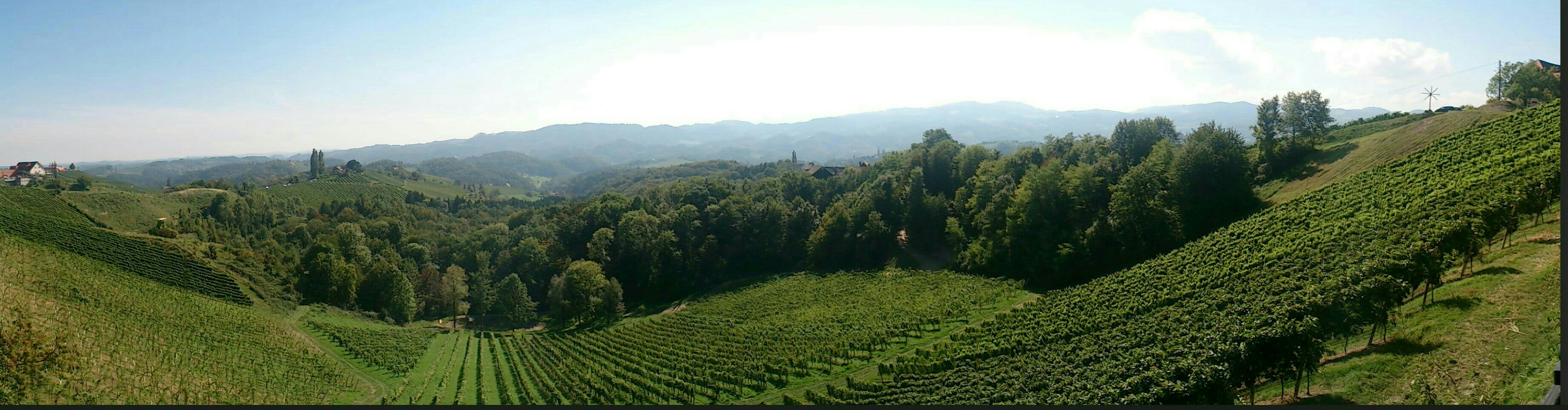
Weinberge bei Glanz in der Südweststeiermark

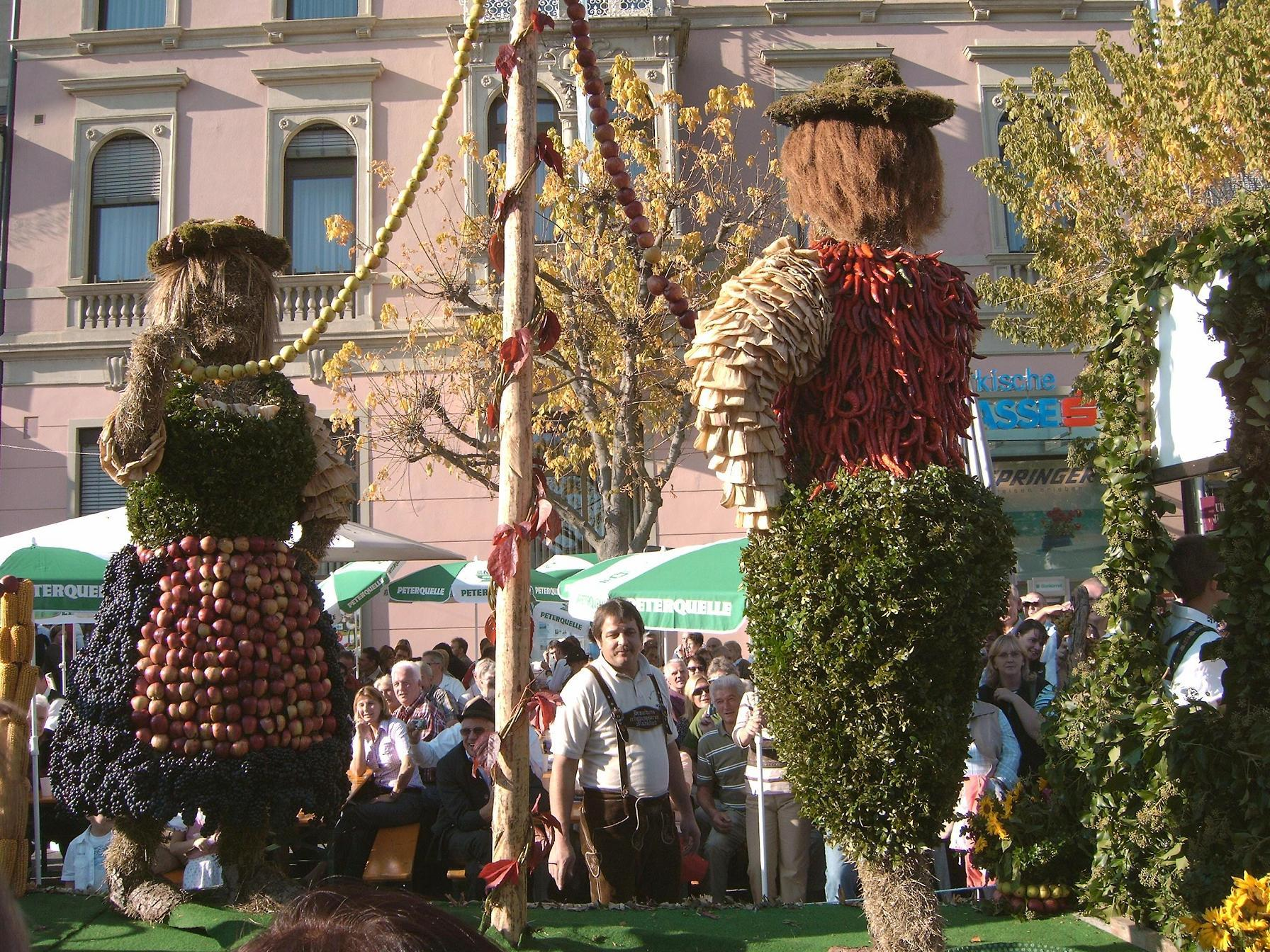
Leibnitzer Herbstfest 2008 mit Erntedankumzug
Leibnitzer Herbstfest 2009 mit Erntedankumzug
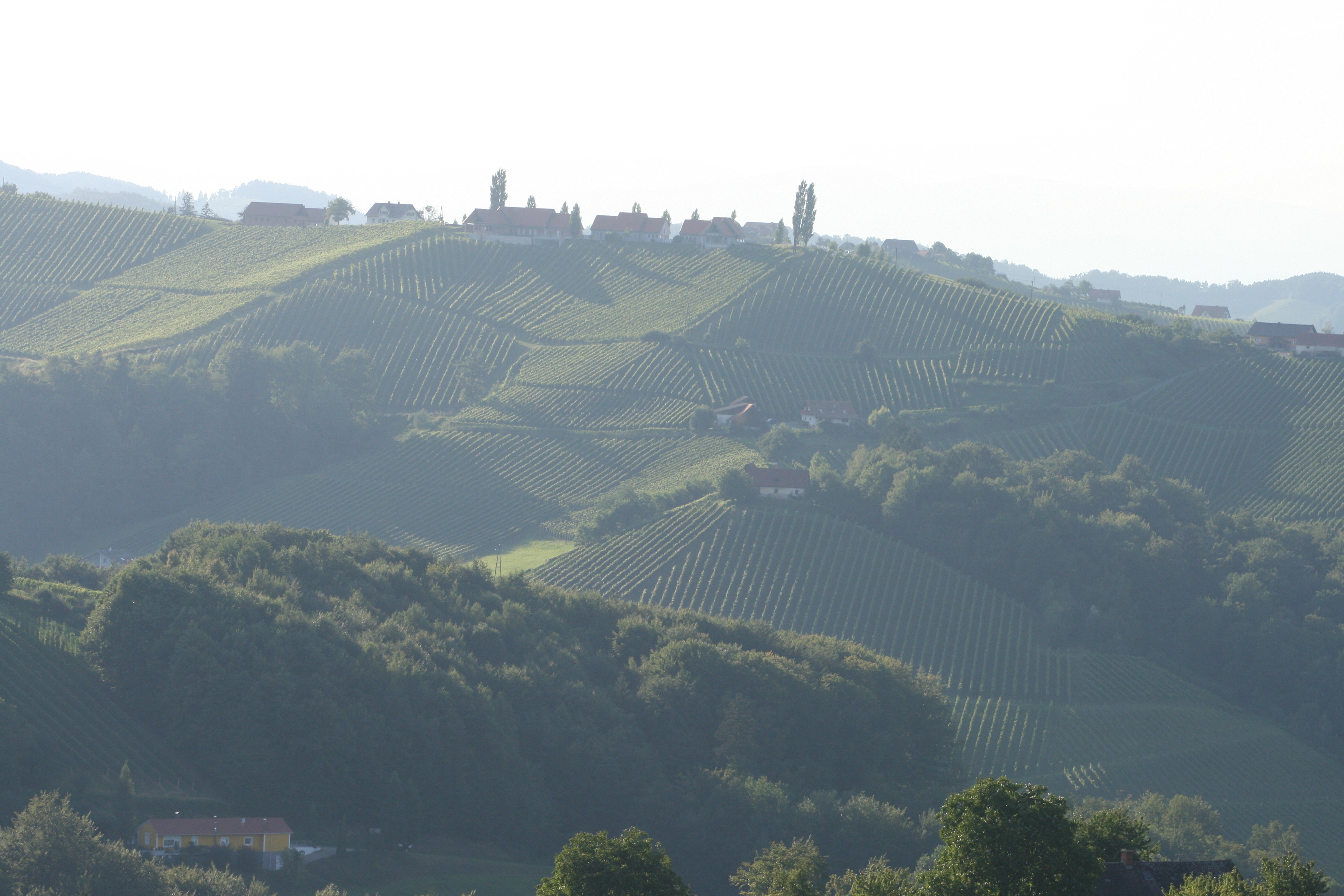
Weinberge der Südsteiermark
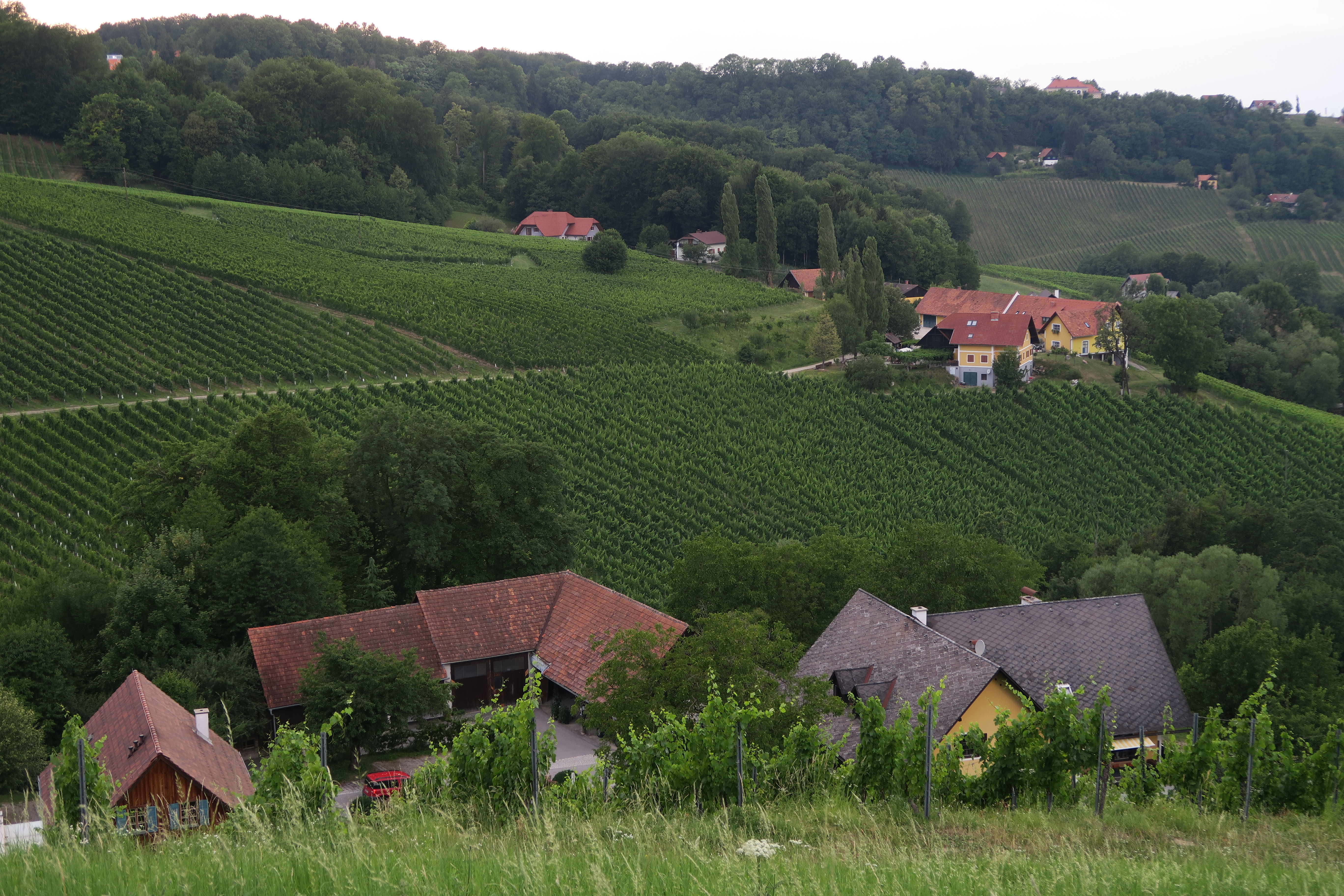
Weinland Südsteiermark bei Spielfeld

### Sprache
In der Südsteiermark gibt es auch eigene Dialekte, das Stuasteirisch. Z.B.: Kukuruz, Woaz = Mais, Paradeiser = Tomaten oder Schmölzi = Rührei.